# Čchusok
Čchusok (korejsky 추석, Čchusǒk, hanča 秋夕), dále známý pod názvy Hangawi (korejsky 한가위) nebo Čungčchujol, je významný korejský svátek oslavující sklizeň a díkůvzdání za úrodu. Podle lunárního kalendáře připadají jeho oslavy na 15. dne 8. měsíce, na den úplňku, který má představovat symbol blahobytu a plodnosti. V současné době se oslavy redukují. Lidé odjíždějí z měst na venkov navštívit své příbuzné a hroby předků.

## Zvyky a tradice
Den začíná stejně jako u oslav Nového roku (Sollal) obřadem čcharje. Jedná se o vzpomínkový rituál, který má za cíl prokázání úcty předkům. Rituál obvykle vede nejstarší syn nebo vnuk rodiny.
Po skončení tradičního rituálu se mladší generace pokloní starším členům rodiny, především rodičům a prarodičům. Vykonávají se tzv. sebe, tedy tři poklony v pokleku s hlavou přiloženou k zemi a přáním štěstí do nového roku. Za odměnu mladší členové rodiny obdrží sebedon, novoroční peníze. Následuje návštěva hrobů, kde se zemřelým nabízejí pokrmy a alkohol. Později během dne se rodiny schází u deskové hry junnori.
V tento den by dívky měly být oblečeny v tradičním šatu hanbok, zpívat a tančit za úplňku starodávný kruhový tanec kanggang sulle, což mělo mělo zajistit dobrou úrodu. Muži soutěžili v přetahování lanem a zápase ssirum.

## Tradiční jídlo

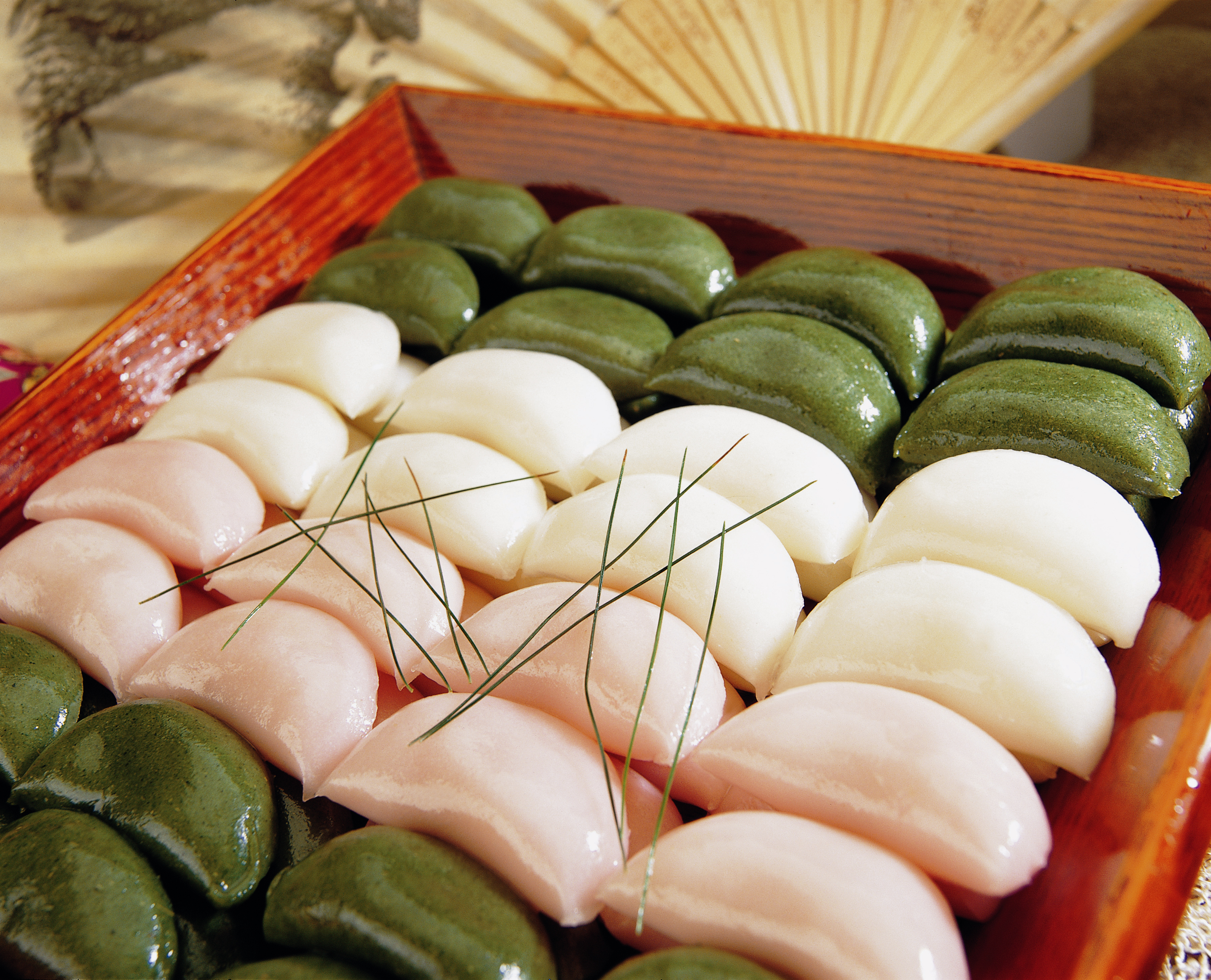
Songpchjon

Tradiční hostina se skládá z pokrmů připravených z nové úrody. Jedním z nejznámějších jsou songpchjon – malé koláčky zhotovené z rýže (obecně nazýváno ttok).[chybí lepší zdroj] Tvarují se do půlměsíců a plní sladkou pastou z červených fazolí, sezamových semínek, medu či kaštanů. Během vaření se používá jehličí pro typickou vůni a chuť. Nejčastěji se vyskytují v bílé, zelené, červené a žluté barvě.[chybí lepší zdroj]
Dále se v tento den servíruje dezert jakkwa (약과), sušenka složená převážně z medu a oleje. Z těchto dvou ingrediencí, které byly v historii považovány za lék, se skládá i název tohoto pokrmu (약: medicína, 과: občerstvení).

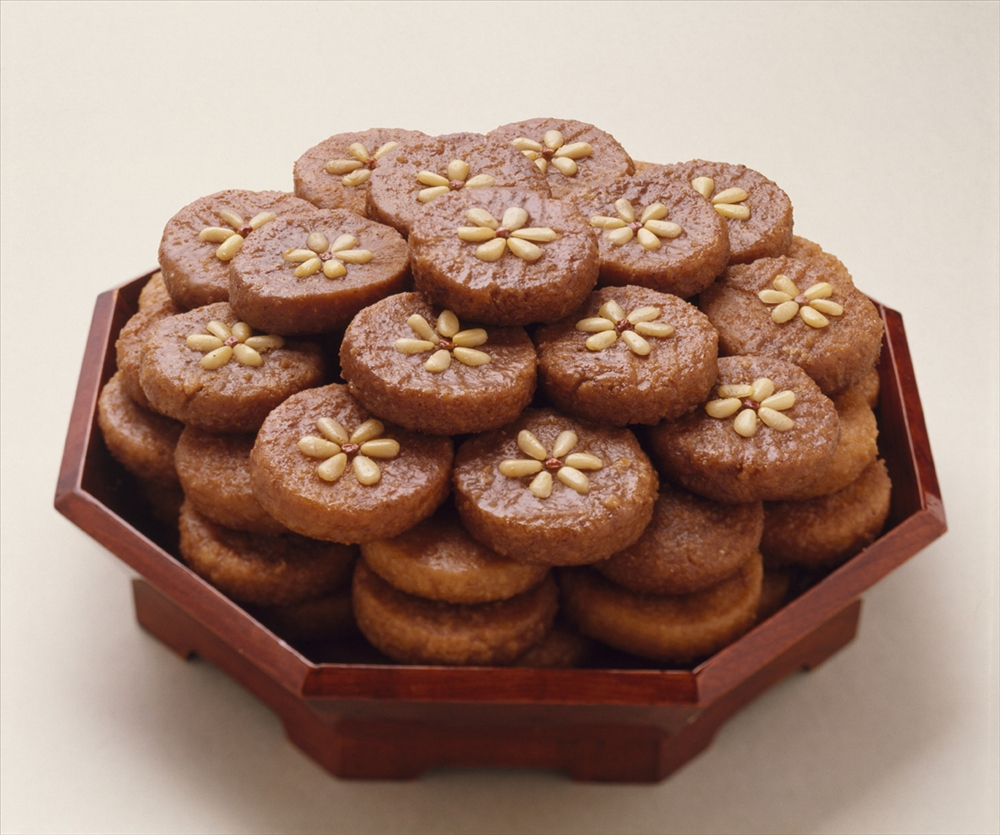
Jakkwa